# Butovo
Butovo (rusky Бутово) je část Moskvy, nacházející se na jejím samotném jižním okraji, až za MKADem (městským dálničním okruhem). Je to ryze obytná čtvrť.
Oficiálně se Butovo dělí na dvě části; severní a jižní. Díky velké vzdálenosti od hustě osídlených částí metropole a chybějícímu průmyslu je ve čtvrti relativně dobré životní prostředí.
První osídlení v této oblasti se objevilo s příchodem železnice. V 30. a 50. letech 20. století se zde byli popravováni nepohodlní občané SSSR. Butovo je součástí metropole až od roku 1985 a od začátku 90. let se zde buduje velké sídliště. To je dopravně napojeno na centrum města pomocí Butovské linky lehkého metra, která byla otevřena roku 2003. V roce 2006 se objevily problémy s obyvateli původních nízkých domů; ti se jich nechtěli vzdát ve prospěch rozšiřování nové výstavby.
V srpnu 2007 zde byl na památku obětí stalinských poprav z 30. let vztyčen 12 m vysoký dřevěný kříž.